# دونالد س. ماكجرو
دونالد س. ماكجرو (بالإنجليزية: Donald C. McGraw)‏ هو ناشر أمريكي، ولد في 21 مايو 1897 في نيوجيرسي في الولايات المتحدة، وتوفي في 7 فبراير 1974 في بوينتون في الولايات المتحدة.